# 陳旭
陳 旭（ちん きょく、1963年7月 - ）は、中華人民共和国の共産党員、教育関係の共産党幹部。河北省保定市出身。元中国共産党清華大学委員会書記。現職は国務院僑務弁公室主任。

## 経歴
1963年7月、河北省保定市で生まれる。1981年9月に清華大学無線電電子学科に入学した。1986年7月に卒業して学士号を取得し、学校に残って教職を務めた。1984年1月に中国共産党入党。1989年7月、清華大学にて修士号を取得。1996年8月から1997年8月まで、カナダのラヴァル大学物理学部を訪問した。2005年7月、清華大学にて博士課程修了。以後、清華大学電子工程系講師、副教授、教授を歴任した。2006年2月、中国共産党清華大学委員会副書記に就任。2007年12月、中国共産党清華大学委員会常務委員兼副学長に就任。2009年6月、中国共産党清華大学委員会常務副書記兼副学長に就任。2013年12月、中国共産党中央委員会は陳旭を中国共産党清華大学委員会書記に任命した。
2022年2月、中国共産党中央統一戦線工作部副部長に就任。2022年6月、国務院僑務弁公室主任に兼任。